# MontyRich
MontyRich je původní český byznysový magazín založený na konci roku 2013 Milanem Charvátem, který je od té doby jeho šéfredaktorem. Tištěná verze vychází od ledna 2015.

## Historie
Magazín MontyRich vznikl na konci roku 2013 a vycházel pouze v elektronické podobě. Původně se zaměřoval na muže, což dokazuje také claim - Průvodce světem úspěšného muže. Na webu vycházely články o osobním rozvoji, podnikání, luxusu, stylu či etiketě. V lednu 2015 začal magazín vycházet v tištěné verzi jako měsíčník, v prvním čísle s nákladem 1 000 ks.
S tištěnou verzí se také změnila obsahová skladba magazínu, kdy se redakce začala více zaměřovat na podnikání a přidala také investování. Na konci roku 2016 došlo ke kompletnímu redesignu a vzniku claimu - Když chcete měnit svět, který celý projekt MontyRich používá dodnes.

## Současná podoba
Od roku 2018 vychází tištěný magazín MontyRich jako čtvrtletník v nákladu 10 000 ks a pořádá dvě velké konference pro téměř 400 diváků - jarní investiční konferenci MontyRich Invest Summit a podzimní podnikatelskou MontyRich Business Summit.[zdroj?]